# 民生書院
民生書院（英語：Munsang College）創校於1926年，屬英文中學，是九龍城區傳統名校，亦是香港少數擁有幼稚園、小學及中學的九龍男女學校，也是經歷香港日佔時期的學校。民生書院是該區第一所西式學校。幼稚園及小學為私立學校，中學部為資助中學，以英文授課。
校園佔地16,800平方米，擁有操場、跑道、足球場、籃球場、室內運動場及室內游泳池等，設備非常完善。學校以基督教為學校宗教信仰；但不隸屬於任何宗教團體，中學部是香港教育局特許的114間英文授課中學之一。幼稚園更為全球十三所獲福祿貝爾認證的幼稚園之一。
其中加建H座（新翼大樓）的新樓梯已於2017年的畢業禮前落成正式啟用，E座（黃映然紀念樓）的重建工程則於2020年12月14日完工，供小學部用，學校有更多課室、多用途室、圖書館及室內運動場，游泳池改為室內，而一座新加建禮堂的工程已於2023年落成，亦附有室內運動場。

## 創校歷史
民生書院最初由紳商曹善允提倡興建。1916年曹善允與其他商人組成之啟德營業有限公司正著發展九龍寨城對開的九龍灣北岸地帶，名叫啟德濱。曹善允有感當時九龍城居民缺乏接受西學的機會，於是開始積極籌款興學。後獲得啟德營業有限公司創辦人之一區德（又名區澤民）逝世後從遺囑餽贈的10,000港元，及與曹善允同是啟德營業有限公司董事的莫幹生捐出10,000港元。 在籌得足夠資金, 並得到當時聖保羅書院校長史超域牧師協助下，學校在1926年於啟德濱創辦，首任校長為黃映然先生。
為紀念區德（區澤民）和莫幹生兩人對創校的貢獻，以兩人名字最後一個字，為學校取名民生書院。曹善允獲推舉出任校董會主席。學校初期租用民國政治家伍朝樞在啟德濱的物業作為校址，至1939年部分遷到九龍城現名東寶庭道自資的校園繼續辦學。1942年日軍佔領香港，學校停辦，東寶庭道校舍被日軍侵佔，作為日軍警備隊司令部，日軍移平啟德濱所有建築物，擴大啟德機場作戰爭用途。1945年香港重光後恢復東寶庭道校舍辦學，亦開始重建校舍及增加校舍。學校內的唯一車路亦以幹生大道命名，該路牌豎立於正門附近。
在1998年，經辦此校的民生書院（辦學團體）有限公司投得港島西灣河一座校舍，以開辦新津貼中學；一年後，該新中學正式成立，名為港島民生書院。

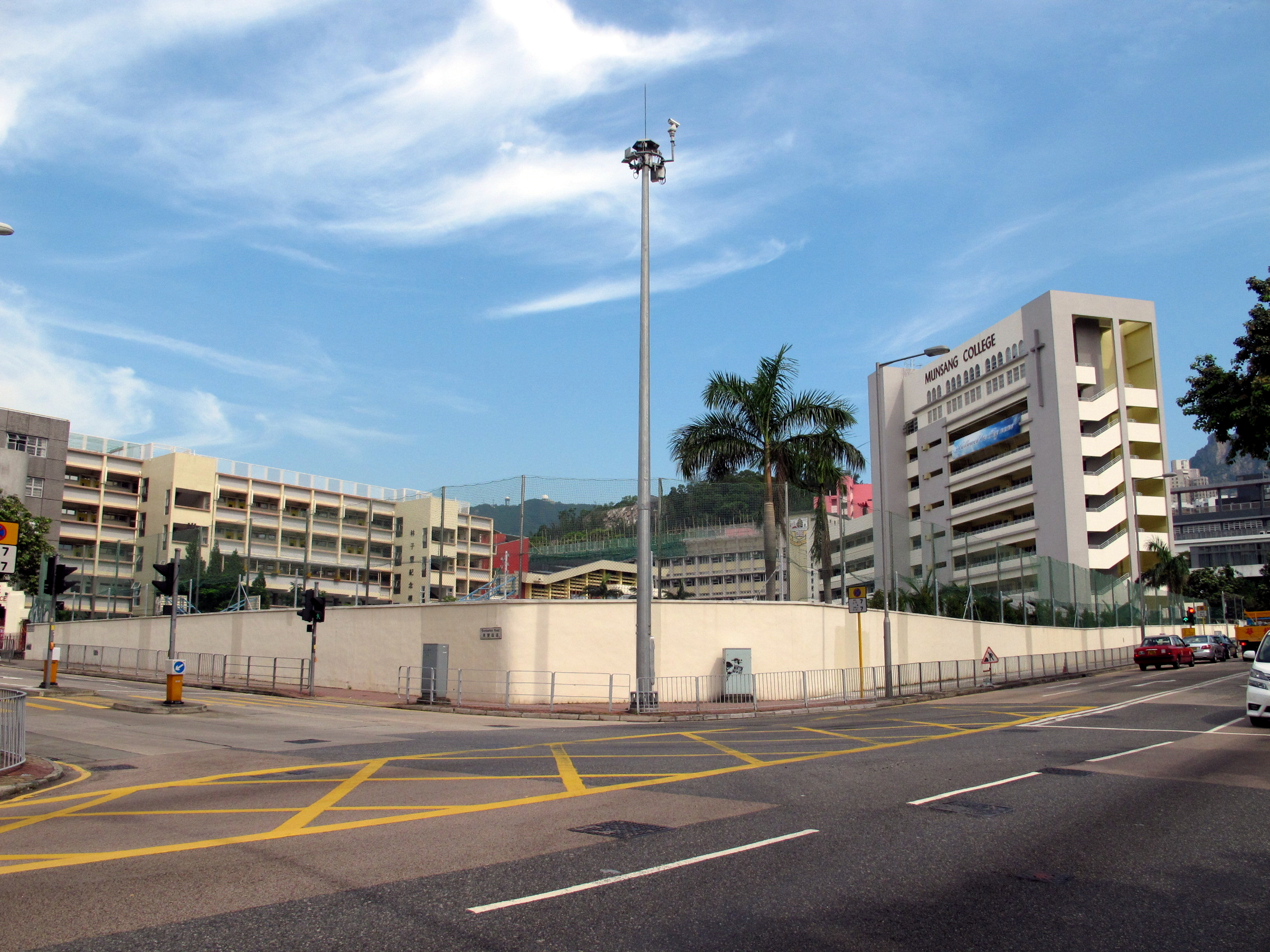
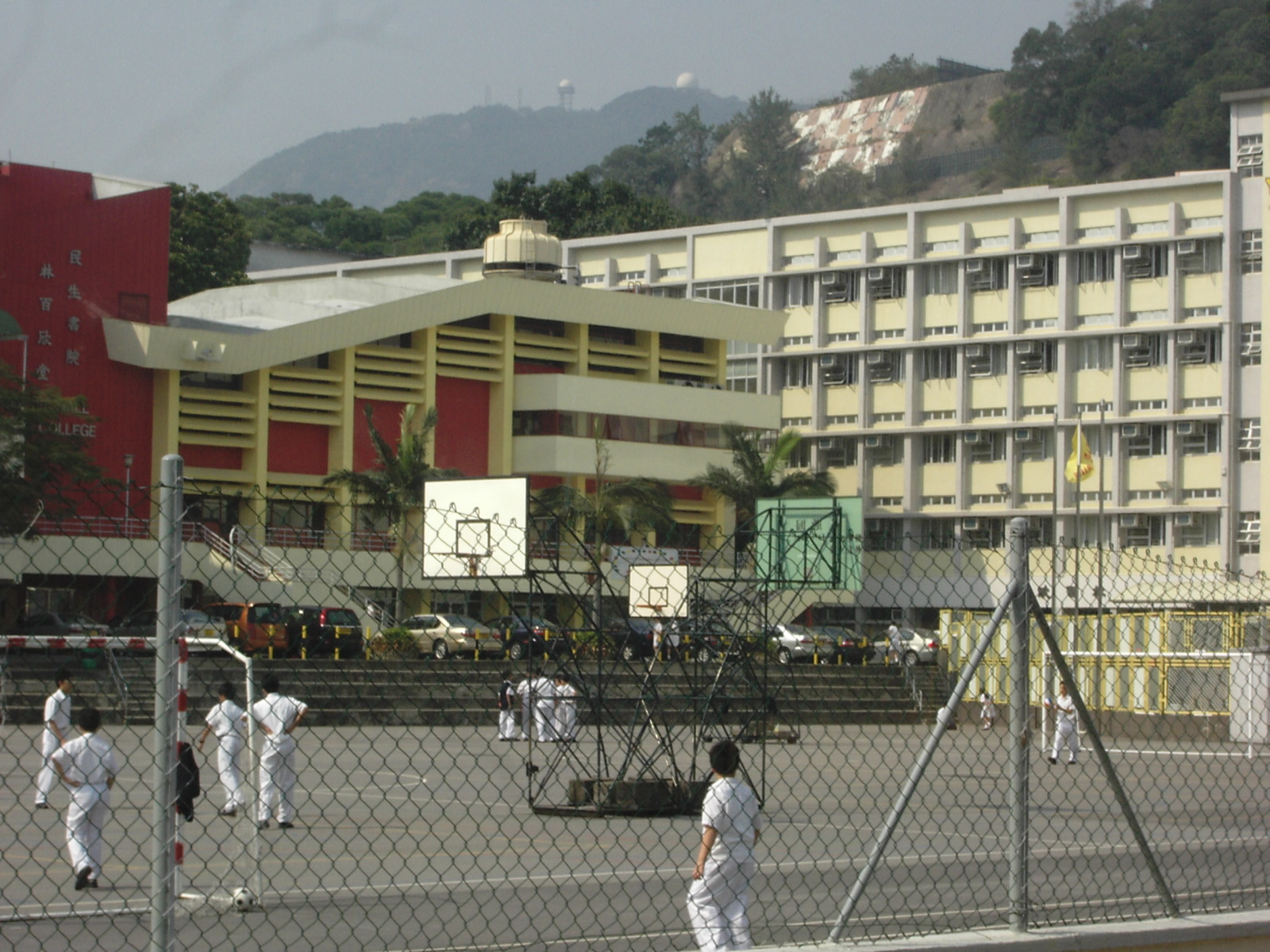
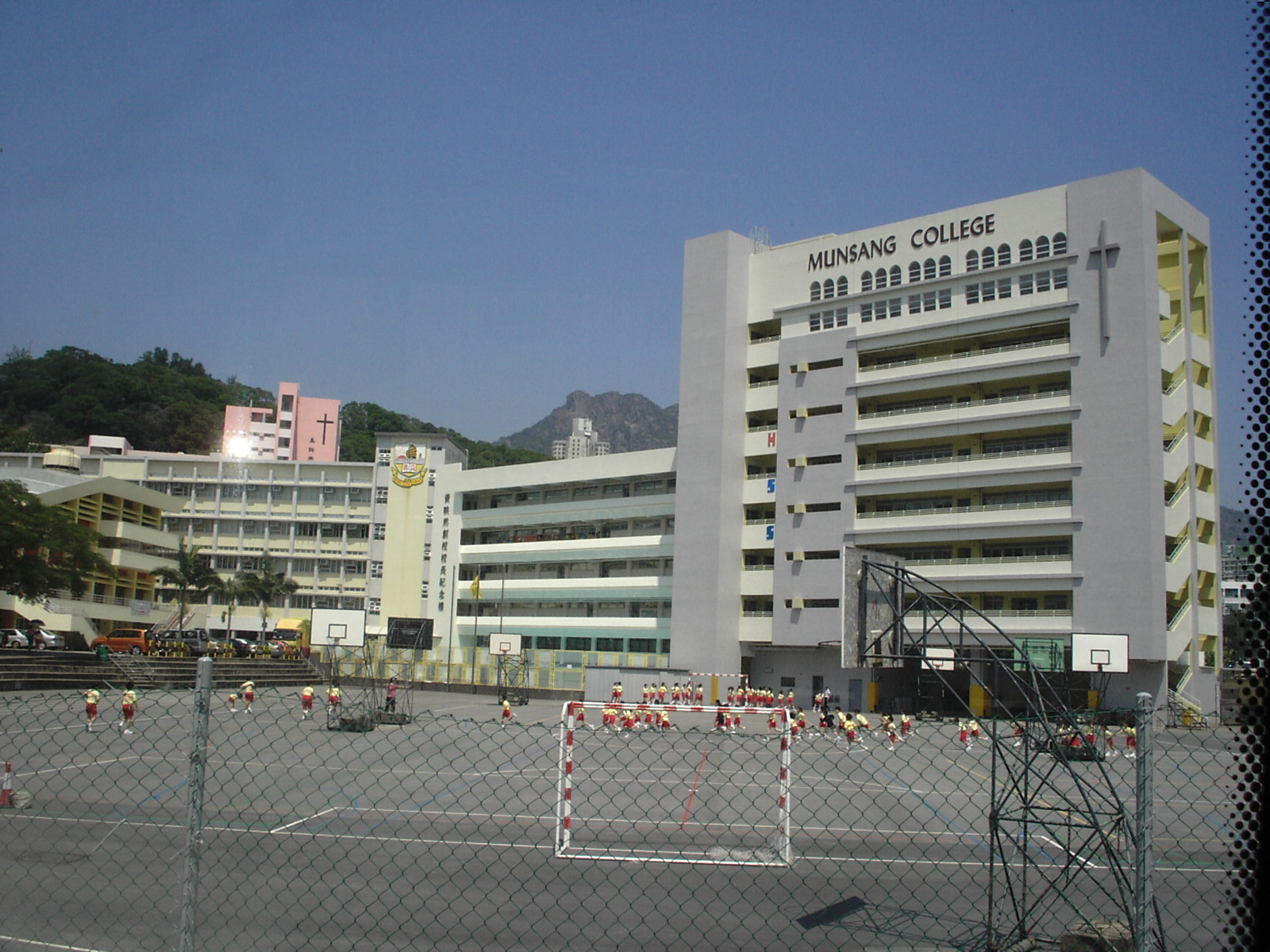
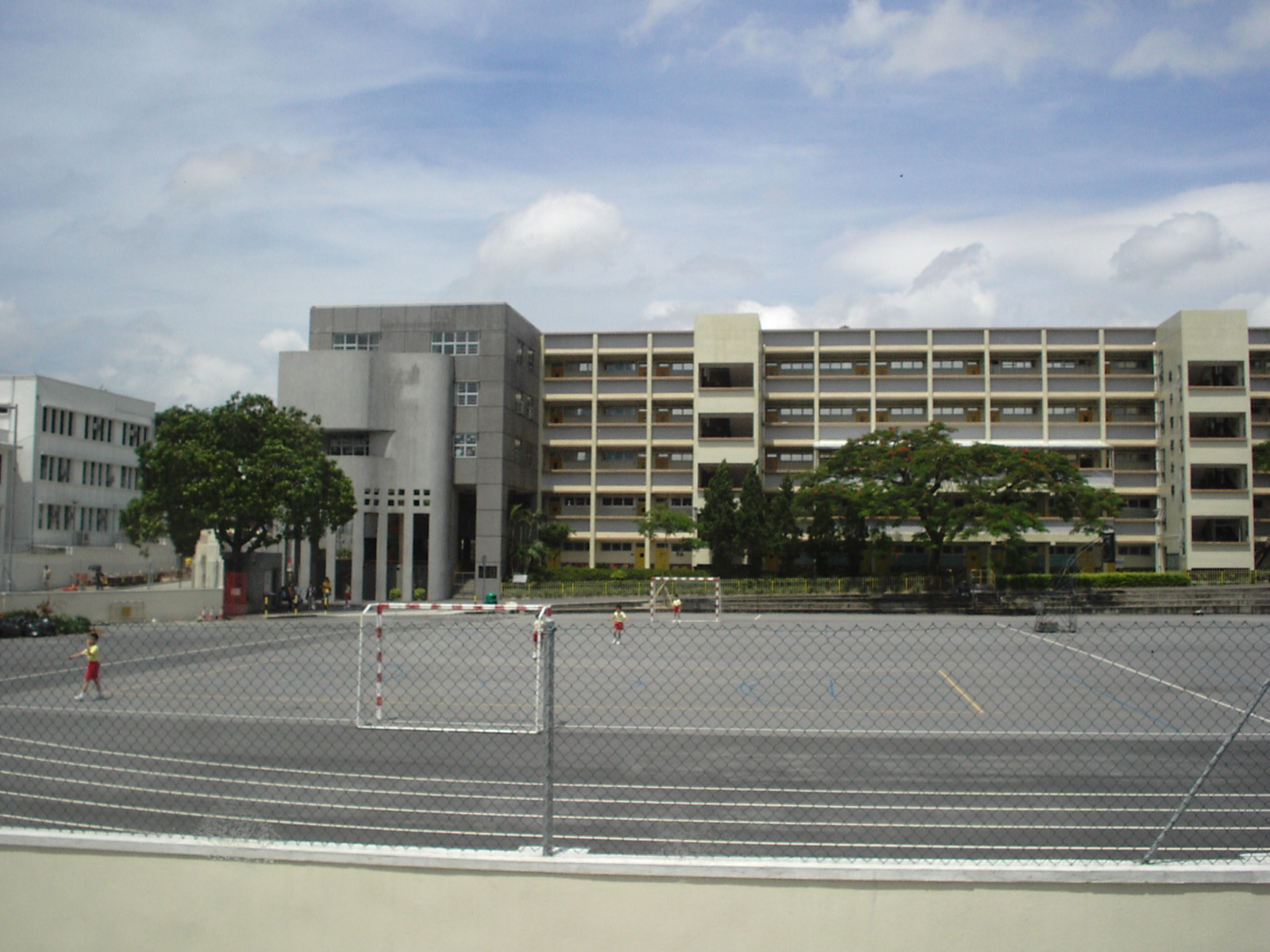
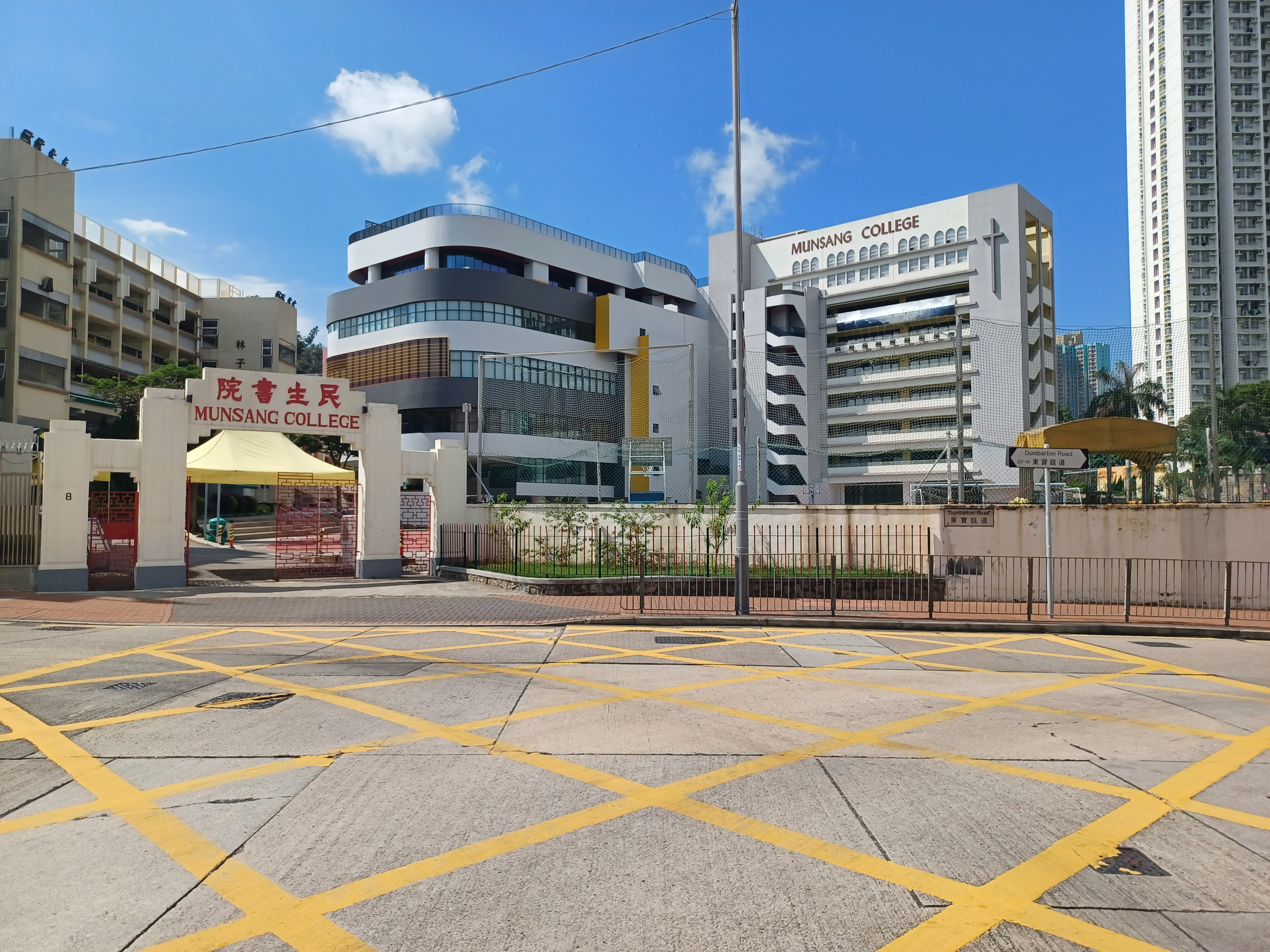

## 宗旨校訓
- 民生書院校訓為「光與生命」'Light and Life' 及「人人為我 我為人人，'All for One, One for All'。
- 以基督精神，辦全人教育，引導學生學習耶穌基督完美的人生典範。
- 重德、智、體、群、美五育發展。
- 由學生自己去領導各社（德、智、體、群、美及愛）、各學會，發揮學生領袖才幹、獨立處事能力，及為社會服務的抱負。

## 班級課程

### 幼稚園
幼稚園部共開設30班（幼兒班、幼低班及幼高班各10班），學生人數約為990人，全體教師80位，包括外籍英文老師17位及普通話老師6位。

### 小學
小學部為全日制，共開設37班（小一6班 小二、小三各7班小四至小五級各6班小六5班），學生人數約為1400人，教師人數61人。

### 中學
- 中學部於2018/19年度共開設30班（中一至中六各5班），學生人數為1000人，教師人數為66人。中一至中三設有兩班精英班(A班及B班)。[1]

中學及小學每個課節循環有6個上學日。

## 公開考試佳績
民生書院是於歷屆的香港中學文憑考試曾出產「狀元」（在甲類科目中至少3個選修科及4個核心科獲得達標或5**成績）的43間學校之一。截至2025年，共有2位。

## 歷任校長
創校開始，中學、小學及幼稚園只設一位校長，後來小學及幼稚園分開管理。

### 中學部
1. 黃映然 （1926年至1940年）
2. 陳先澤 （1940年至1941年）
3. 鍾香舉 （1941年至1941年）
4. 黃歡連 （1945年至1952年）
5. 陳伯民 （1952年至1981年）
6. 雷庭蓀 （1981年至1993年）
7. 莫桂生 （1993年至2004年）
8. 陳嫣虹 （2004年至2020年）
9. 葉志兆 （2020年至現在)

### 小學部
1. 陳鳳鸞（1983年至1990年）
2. 李永鏗（1990年至1999年）
3. 梁桂英（1999年至現在）

### 幼稚園
1. 莫愛蓮（1996年至2008年）
2. 張展鈴（2008年至現在）

## 外部連結
- 民生書院幼稚園部 （页面存档备份，存于）
- 民生書院小學部 （页面存档备份，存于）
- 民生書院中學部 （页面存档备份，存于）
- 港島民生書院 （页面存档备份，存于）
- OpenSchool民生書院小學介紹 （页面存档备份，存于）

22°19′55″N 114°11′11″E / 22.33196°N 114.18646°E